# بلدة أو ترين (ميشيغان)
أو ترين (بالإنجليزية: Au Train Township, Michigan)‏ هي بلدة تقع بولاية ميشيغان في الولايات المتحدة. تبلغ مساحتها 409.3 (كم²)، وترتفع عن سطح البحر 297 م، بلغ عدد سكانها 1138 نسمة في عام تعداد الولايات المتحدة 2010 حسب إحصاء مكتب تعداد الولايات المتحدة وتصل الكثافة السكانية فيها 3.1 نسمة/كم2.

## المناخ
يظهر الجدول التالي التغييرات المناخية على مدار السنة لبلدة أو ترين:
| البيانات المناخية لـبلدة أو ترين  | البيانات المناخية لـبلدة أو ترين | البيانات المناخية لـبلدة أو ترين | البيانات المناخية لـبلدة أو ترين | البيانات المناخية لـبلدة أو ترين | البيانات المناخية لـبلدة أو ترين | البيانات المناخية لـبلدة أو ترين | البيانات المناخية لـبلدة أو ترين | البيانات المناخية لـبلدة أو ترين | البيانات المناخية لـبلدة أو ترين | البيانات المناخية لـبلدة أو ترين | البيانات المناخية لـبلدة أو ترين | البيانات المناخية لـبلدة أو ترين | البيانات المناخية لـبلدة أو ترين |
| الشهر                             | يناير                            | فبراير                           | مارس                             | أبريل                            | مايو                             | يونيو                            | يوليو                            | أغسطس                            | سبتمبر                           | أكتوبر                           | نوفمبر                           | ديسمبر                           | المعدل السنوي                    |
| --------------------------------- | -------------------------------- | -------------------------------- | -------------------------------- | -------------------------------- | -------------------------------- | -------------------------------- | -------------------------------- | -------------------------------- | -------------------------------- | -------------------------------- | -------------------------------- | -------------------------------- | -------------------------------- |
| الدرجة القصوى °ف (°م)             | 50 (10)                          | 56 (13)                          | 73 (23)                          | 89 (32)                          | 92 (33)                          | 99 (37)                          | 101 (38)                         | 99 (37)                          | 93 (34)                          | 87 (31)                          | 75 (24)                          | 59 (15)                          | 101 (38)                         |
| متوسط درجة الحرارة الكبرى °ف (°م) | 25 (−4)                          | 29 (−2)                          | 37 (3)                           | 50 (10)                          | 64 (18)                          | 74 (23)                          | 78 (26)                          | 76 (24)                          | 69 (21)                          | 55 (13)                          | 41 (5)                           | 29 (−2)                          | 52 (11)                          |
| متوسط درجة الحرارة الصغرى °ف (°م) | 7 (−14)                          | 7 (−14)                          | 16 (−9)                          | 28 (−2)                          | 38 (3)                           | 47 (8)                           | 53 (12)                          | 52 (11)                          | 45 (7)                           | 35 (2)                           | 24 (−4)                          | 12 (−11)                         | 30 (−1)                          |
| أدنى درجة حرارة °ف (°م)           | −25 (−32)                        | −30 (−34)                        | −34 (−37)                        | −5 (−21)                         | 17 (−8)                          | 22 (−6)                          | 31 (−1)                          | 31 (−1)                          | 22 (−6)                          | 17 (−8)                          | 0 (−18)                          | −21 (−29)                        | −34 (−37)                        |
| الهطول إنش (مم)                   | 1.65 (42)                        | 1.48 (38)                        | 1.66 (42)                        | 2.15 (55)                        | 3.05 (77)                        | 3.02 (77)                        | 3.41 (87)                        | 3.17 (81)                        | 4.21 (107)                       | 4.47 (114)                       | 3.00 (76)                        | 2.13 (54)                        | 30.35 (771)                      |
| المصدر: The Weather Channel       |                                  |                                  |                                  |                                  |                                  |                                  |                                  |                                  |                                  |                                  |                                  |                                  |                                  |

## وصلات خارجية
- www.autraintownship.org
- The US50 - Cities and Towns in Michigan State
- Michigan Cities and Towns, Facts, Map, Flag, Colleges, Government, and More